# Andrzej Pawłowicz
Andrzej Pawłowicz (ur. 13 lipca 1937 w Warszawie, zm. 31 października 1986 w Aalborg) – inżynier, złoty medalista w kategorii „zjazd” w Mistrzostwach Polski w narciarstwie alpejskim w 1960 r.

## Życiorys
Urodzony 13 lipca 1937 roku w Warszawie. Ukończył Politechnikę Warszawską. Był członkiem Warszawskiego Klubu Narciarskiego, jego największym sukcesem sportowym było zajęcie I miejsca w Mistrzostwach Polski w narciarstwie alpejskim, rozegranych w 1960 roku w Zakopanem.
Jego postać i narciarskie sukcesy stały się wzorem dla głównego bohatera w powieści „Smak śniegu” Cezarego Chlebowskiego.
Zmarł 31 października 1986 roku w Danii. Pochowany na Cmentarzu Almen Kirkegård w Aalborg, Dania.

## Rodzina
Syn Edwina Pawłowicza i Karoliny z d. Bednarz Pawłowicz-Tarczyńskiej. Żonaty dwukrotnie. Z pierwszego małżeństwa z Anną z d. Wołyńską ma córkę Magdalenę Pawlowicz-Arpiainen. Ożeniony po raz drugi z Anna Lise Rönnenkamp Pape, syn Jacob Pape-Pawlowicz.